# Cheilotrichia (Empeda) gloydae
Cheilotrichia (Empeda) gloydae is een tweevleugelige uit de familie steltmuggen (Limoniidae). De soort komt voor in het Nearctisch gebied.